# Нитчасті бактерії
Нитчасті бактерії або трихобактерії — бактерії, що мають нитчату морфологію, тобто формують нитки, які складаються з багатьох клітин, що не розділяються при поділі клітини, або однієї довгої клітини з багатьма нуклеоїдами. Така морфологія типова для представників типів Cyanobacteria та Actinobacteria, хоча зустрічається і серед багатьох інших груп бактерій.
Серед нитчастих бактерій є аероби, гетеротрофи; деякі не виробляють ендоспори. Значна частина є непатогенними та можуть жити в різних поживних середовищах, у прісній воді. Деякі представники мають в клітині центроплазму з хроматичними зернами всередині. Нитки розмножуються шляхом розпаду на окремі клітини.
Термін також згадується в енциклопедичних виданнях другої половини XX сторіччя як назви різних родин бактерій:
- Chlamydobacteriaceae[ru][3]
- Comamonadaceae[en][4]
- Thiotrichaceae